# Гай Аквилий Прокул
Гай Аквилий Прокул (лат. Gaius Aquilius Proculus) — римский политический деятель второй половины I века.
О происхождении Прокула нет точных сведений. В 90 году он занимал должность консула-суффекта. В 103/104 году Прокул находился на посту проконсула провинции Азия. Кроме того, он входил в состав жреческой коллегии квиндецемвиров священнодействий. Прокул был похоронен в кампанском городе Путеолы. Его супругой была Юлия Прокулина.